# عشق به یاد خواهد داشت
«عشق به یاد خواهد داشت» (به انگلیسی: Love Will Remember)، یازدهمین آهنگ خواننده و بازیگر معروف آمریکایی سلنا گومز است، این آهنگ توسط آنتونیو آرماتو، دزموند چیلد، تیم جیمز و دیوید جاست نوشته شده است که در تاریخ ۲۳ ژوئیه ۲۰۱۳ می‌بایست پخش شود، اما بنا به دلایلی زودتر از روز موعد پخش شد همچنین این آهنگ در استودیو Stars Dance ضبط شده است.

## موضوع آهنگ
متن و موضوع این آهنگ در مورد رابطه ی سلنا گومز با جاستین بیبر نوشته شده است ، که از زبان خود سلنا گومز نقل می‌شود و به عبارتی تنها آهنگ شخصی این آلبوم است. سلنا در یک محاسبه گفته است که:
«این یک راه شیرین برای جدایی است و یک رویکرد تهاجمی اونطور که مردم فکر می‌کنند نیست، من مطمئنم او (جاستین بیبر) هم این رو دوست خواهد داشت»
در ۹ ژوئیه ۲۰۱۳ این آهنگ با ورژنی متفاوت از ورژن موجود در آلبوم انتشار یافت، که در ابتدای آهنگ صدای ضبط شده‌ای از جاستین بیبر وجود داشت، که نسبت به سلنا احضار علاقه می‌کند و در ادامهٔ آهنگ به نحوی جواب سلنا گومز را در قالب آهنگ بیان می‌کند.